# Slovaquie aux Jeux olympiques d'été de 2020
La Slovaquie participe aux Jeux olympiques de 2020 à Tokyo au Japon. Il s'agit de sa 7e participation à des Jeux d'été.

## Médaillés
| Sport | Discipline  | Athlète(s)               | Performance  | Date       |
| ----- | ----------- | ------------------------ | ------------ | ---------- |
| Tir   | Trap femmes | Zuzana Rehák-Štefečeková | 43 points OR | 29 juillet |

| Sport       | Discipline        | Athlète(s)     | Performance | Date       |
| ----------- | ----------------- | -------------- | ----------- | ---------- |
| Canoë-kayak | Slalom K-1 hommes | Jakub Grigar   | 91 s 63     | 30 juillet |
| Golf        | Tournoi masculin  | Rory Sabbatini | 267 (-17)   | 1er août   |

| Sport       | Discipline             | Athlète(s)                                     | Performance    | Date   |
| ----------- | ---------------------- | ---------------------------------------------- | -------------- | ------ |
| Canoë-kayak | Sprint K4 500 m hommes | Samuel Baláž Denis Myšák Erik Vlček Adam Botek | 1 min 23 s 534 | 7 août |

| Sport       |   |   |   | Total |
| ----------- | - | - | - | ----- |
| Canoë-kayak | 0 | 1 | 1 | 2     |
| Golf        | 0 | 1 | 0 | 1     |
| Tir         | 1 | 0 | 0 | 1     |
| Total       | 1 | 2 | 1 | 4     |

| Jour       |   |   |   | Total |
| ---------- | - | - | - | ----- |
| 29 juillet | 1 | 0 | 0 | 1     |
| 30 juillet | 0 | 1 | 0 | 1     |
| 1re août   | 0 | 1 | 0 | 1     |
| 7 août     | 0 | 0 | 1 | 1     |
| Total      | 1 | 2 | 1 | 4     |

| Sexe   |   |   |   | Total |
| ------ | - | - | - | ----- |
| Femmes | 1 | 0 | 0 | 1     |
| Hommes | 0 | 2 | 1 | 3     |
| Total  | 1 | 2 | 1 | 4     |

## Athlètes engagés
| Sport           | Hommes | Femmes | Total |
| --------------- | ------ | ------ | ----- |
| Athlétisme      | 5      | 4      | 9     |
| Badminton       | 0      | 1      | 1     |
| Boxe            | 1      | 0      | 1     |
| Canoë-kayak     | 7      | 2      | 9     |
| Cyclisme        | 2      | 0      | 2     |
| Golf            | 1      | 0      | 1     |
| Gymnastique     | 0      | 1      | 1     |
| Lutte           | 1      | 0      | 1     |
| Natation        | 1      | 1      | 2     |
| Tennis          | 3      | 0      | 3     |
| Tennis de table | 2      | 1      | 3     |
| Tir             | 4      | 3      | 7     |
| Tir à l'arc     | 0      | 1      | 1     |
| Total           | 27     | 14     | 41    |

## Résultats

### Athlétisme
| Athlète           | Épreuve               | 1er tour     | 1er tour    | Demi-finale | Demi-finale | Finale          | Finale   |
| Athlète           | Épreuve               | Temps        | Rang        | Temps       | Rang        | Temps           | Rang     |
| ----------------- | --------------------- | ------------ | ----------- | ----------- | ----------- | --------------- | -------- |
| Ján Volko         | 100 m masculin        | 10 s 40      | 7e          | Éliminé     | Éliminé     | Éliminé         | Éliminé  |
| Ján Volko         | 200 m masculin        | 21 s 21      | 5e          | Éliminé     | Éliminé     | Éliminé         | Éliminé  |
| Miroslav Úradník  | 20 km marche masculin | Non disputé  | Non disputé | Non disputé | Non disputé | 1 h 29 min 25 s | 21e      |
| Michal Morvay     | 50 km marche          | Non disputé  | Non disputé | Non disputé | Non disputé | 4 h 15 min 22 s | 41e      |
| Matej Tóth        | 50 km marche          | Non disputé  | Non disputé | Non disputé | Non disputé | 3 h 56 min 23 s | 14e      |
| Gabriela Gajanová | 800 m féminin         | 2 min 1 s 41 | 7e          | Éliminée    | Éliminée    | Éliminée        | Éliminée |
| Emma Zapletalová  | 400 m haies féminin   | 55 s         | 6e          | 55 s 79     | 6e          | Éliminée        | Éliminée |
| Mária Czaková     | 20 km marche féminin  | Non disputé  | Non disputé | Non disputé | Non disputé | 1 h 41 min 29 s | 45e      |

| Athlète          | Épreuve                    | Qualification | Qualification | Finale      | Finale   |
| Athlète          | Épreuve                    | Performance   | Rang          | Performance | Rang     |
| ---------------- | -------------------------- | ------------- | ------------- | ----------- | -------- |
| Marcel Lomnický  | Lancer du marteau masculin | 72,52 m       | 24e           | Éliminé     | Éliminé  |
| Martina Hrašnová | Lancer du marteau féminin  | 66,63 m       | 25e           | Éliminée    | Éliminée |

### Badminton
| Athlète         | Compétition  | Phase de groupes                | Phase de groupes        | Phase de groupes | 1/8e de finale   | Quarts de finale | Demi-finales     | Finale           | Finale   |
| Athlète         | Compétition  | Adversaire Score                | Adversaire Score        | Rang             | Adversaire Score | Adversaire Score | Adversaire Score | Adversaire Score | Rang     |
| --------------- | ------------ | ------------------------------- | ----------------------- | ---------------- | ---------------- | ---------------- | ---------------- | ---------------- | -------- |
| Martina Repiská | Simple dames | Sotomayor Victoire 21-19, 21-12 | Li Défaite 18-21, 16-21 | 2e du gr. F      | Éliminée         | Éliminée         | Éliminée         | Éliminée         | Éliminée |

### Boxe
| Athlète       | Catégorie              | 1/16e de finale     | 1/8e de finale         | Quart de finale     | Demi-finale         | Finale              | Rang    |
| Athlète       | Catégorie              | Adversaire Résultat | Adversaire Résultat    | Adversaire Résultat | Adversaire Résultat | Adversaire Résultat | Rang    |
| ------------- | ---------------------- | ------------------- | ---------------------- | ------------------- | ------------------- | ------------------- | ------- |
| Andrej Csemez | Moyens hommes (-75 kg) | Prince Victoire 4-0 | Darchinyan Défaite 0-5 | Éliminé             | Éliminé             | Éliminé             | Éliminé |

### Canoë-kayak
| Athlète                                        | Compétition       | Série          | Série | Quarts de finale | Quarts de finale | Demi-finale    | Demi-finale | Finale Finale B Finale C | Finale Finale B Finale C            |
| Athlète                                        | Compétition       | Temps          | Rang  | Temps            | Rang             | Temps          | Rang        | Temps                    | Rang                                |
| ---------------------------------------------- | ----------------- | -------------- | ----- | ---------------- | ---------------- | -------------- | ----------- | ------------------------ | ----------------------------------- |
| Peter Gelle                                    | K1 1 000 m hommes | 3 min 42 s 131 | 2e    | -                | -                | 3 min 28 s 255 | 7e          | Finale B 3 min 28 s 240  | 14e                                 |
| Samuel Baláž Adam Botek                        | K2 1 000 m hommes | 3 min 13 s 982 | 3e    | 3 min 11 s 458   | 2e               | 3 min 20 s 917 | 6e          | Finale B 3 min 21 s 087  | 10e                                 |
| Samuel Baláž Denis Myšák Erik Vlček Adam Botek | K4 500 m hommes   | 1 min 21 s 807 | 2e    | Non disputé      | Non disputé      | 1 min 23 s 799 | 2e          | 1 min 23 s 534           | Médaille de bronze, Jeux olympiques |

| Athlète          | Compétition  | Série    | Série | Série    | Série | Série    | Série | Demi-finale | Demi-finale | Finale   | Finale                             |
| Athlète          | Compétition  | Run 1    | Rang  | Run 2    | Rang  | Meilleur | Rang  | Temps       | Rang        | Temps    | Rang                               |
| ---------------- | ------------ | -------- | ----- | -------- | ----- | -------- | ----- | ----------- | ----------- | -------- | ---------------------------------- |
| Matej Beňuš      | C-1 masculin | 99 s 61  | 2e    | 96 s 38  | 1er   | 96 s 89  | 1er   | 106 s 40    | 9e          | 105 s 60 | 6e                                 |
| Jakub Grigar     | K-1 masculin | 94 s 37  | 9e    | 92 s 38  | 8e    | 92 s 38  | 8e    | 96 s 27     | 4e          | 94 s 85  | Médaille d'argent, Jeux olympiques |
| Monika Škáchová  | C-1 féminin  | 125 s 65 | 16e   | 116 s 85 | 11e   | 116 s 85 | 12e   | 124 s 87    | 10e         | 129 s 39 | 9e                                 |
| Eliška Mintálová | K-1 féminin  | 107 s 67 | 3e    | 117 s 55 | 18e   | 107 s 67 | 8e    | 107 s 18    | 2e          | 158 s 36 | 9e                                 |

### Cyclisme sur route
| Athlète     | Compétition | Temps             | Rang |
| ----------- | ----------- | ----------------- | ---- |
| Lukáš Kubiš | Hommes      | 1 h 6 min 25 s 20 | 37e  |

| Athlète     | Compétition | Temps   | Rang    |
| ----------- | ----------- | ------- | ------- |
| Lukáš Kubiš | Hommes      | Abandon | Abandon |
| Juraj Sagan | Hommes      | Abandon | Abandon |

### Golf
| Athlète        | Compétition       | Scores | Scores | Scores | Scores | Total     | Rang                               |
| Athlète        | Compétition       | Jour 1 | Jour 2 | Jour 3 | Jour 4 | Total     | Rang                               |
| -------------- | ----------------- | ------ | ------ | ------ | ------ | --------- | ---------------------------------- |
| Rory Sabbatini | Épreuve masculine | 69     | 67     | 70     | 61     | 267 (-17) | Médaille d'argent, Jeux olympiques |

### Gymnastique artistique
| Athlète          | Compétition      | Qualifications | Qualifications      | Qualifications | Qualifications | Qualifications | Qualifications | Finale   | Finale              | Finale   | Finale   | Finale   | Finale   |
| Athlète          | Compétition      | Appareil       | Appareil            | Appareil       | Appareil       | Total          | Rang           | Appareil | Appareil            | Appareil | Appareil | Total    | Rang     |
| Athlète          | Compétition      | Saut           | Barres asymétriques | Poutre         | Sol            | Total          | Rang           | Saut     | Barres asymétriques | Poutre   | Sol      | Total    | Rang     |
| ---------------- | ---------------- | -------------- | ------------------- | -------------- | -------------- | -------------- | -------------- | -------- | ------------------- | -------- | -------- | -------- | -------- |
| Barbora Mokošová | Concours général | 13,333         | 13,333              | 11,700         | 12,833         | 51,199         | 52e            | Éliminée | Éliminée            | Éliminée | Éliminée | Éliminée | Éliminée |

### Lutte
| Athlète       | Compétition  | Huitièmes de finale  | Quarts de finale    | Demi-finale         | Repêchage           | Finale 3e place Classement | Rang |
| Athlète       | Compétition  | Adversaire Résultat  | Adversaire Résultat | Adversaire Résultat | Adversaire Résultat | Adversaire Résultat        | Rang |
| ------------- | ------------ | -------------------- | ------------------- | ------------------- | ------------------- | -------------------------- | ---- |
| Boris Makojev | 86 kg hommes | Naifonov Défaite 0-6 | Éliminé             | Éliminé             | Éliminé             | Éliminé                    | 14e  |

### Natation
| Athlète            | Épreuve                 | Série         | Série | Demi-finale | Demi-finale | Finale   | Finale   |         |
| Athlète            | Épreuve                 | Temps         | Rang  | Temps       | Rang        | Temps    | Rang     |         |
| ------------------ | ----------------------- | ------------- | ----- | ----------- | ----------- | -------- | -------- | ------- |
| Richárd Nagy       | 200 m papillon masculin | 2 min 1 s 97  | 37e   | Éliminé     | Éliminé     | Éliminé  | Éliminé  |         |
| Richárd Nagy       | 400 m 4 nages masculin  | 4 min 18 s 29 | 23e   | Non disputé | Non disputé | e        | Éliminé  | Éliminé |
| Andrea Podmaníková | 100 m brasse féminin    | 1 min 8 s 36  | 28e   | Éliminée    | Éliminée    | Éliminée | Éliminée |         |
| Andrea Podmaníková | 200 m brasse féminin    | 2 min 29 s 56 | 30e   | Éliminée    | Éliminée    | Éliminée | Éliminée |         |

### Tennis
| Athlète                   | Épreuve          | 1/32e de finale                  | 1/16e de finale                       | 1/8e de finale                              | Quarts de finale    | Demi-finale         | Finale / MB         | Rang     |
| Athlète                   | Épreuve          | Adversaire Résultat              | Adversaire Résultat                   | Adversaire Résultat                         | Adversaire Résultat | Adversaire Résultat | Adversaire Résultat | Rang     |
| ------------------------- | ---------------- | -------------------------------- | ------------------------------------- | ------------------------------------------- | ------------------- | ------------------- | ------------------- | -------- |
| Norbert Gombos            | Simple messieurs | Giron Défaite 6-74, 6-3, 2-6     | Éliminé                               | Éliminé                                     | Éliminé             | Éliminé             | Éliminé             | Éliminé  |
| Lukáš Klein               | Simple messieurs | Duckworth Défaite 7-5, 3-6, 6-74 | Éliminé                               | Éliminé                                     | Éliminé             | Éliminé             | Éliminé             | Éliminé  |
| Lukáš Klein Filip Polášek | Double messieurs | Non disputé                      | Karatsev / Medvedev Victoire 7-5, 6-4 | Krajicek / Sandgren Défaite 7-62, 2-6, 5-10 | Éliminés            | Éliminés            | Éliminés            | Éliminés |

### Tennis de table
| Athlète(s)                      | Compétition      | Tour préliminaire | 1er tour         | 2e tour             | 3e tour          | 4e tour                    | Quarts de finale | Demi-finale      | Finale / MB      | Rang     |
| Athlète(s)                      | Compétition      | Adversaire Score  | Adversaire Score | Adversaire Score    | Adversaire Score | Adversaire Score           | Adversaire Score | Adversaire Score | Adversaire Score | Rang     |
| ------------------------------- | ---------------- | ----------------- | ---------------- | ------------------- | ---------------- | -------------------------- | ---------------- | ---------------- | ---------------- | -------- |
| Wang Yang                       | Simple messieurs | Exempté           | Exempté          | Powell Victoire 4-0 | Niwa Défaite 0-4 | Éliminé                    | Éliminé          | Éliminé          | Éliminé          | Éliminé  |
| Barbora Balážová                | Simple dames     | Exemptée          | Exemptée         | Liu Défaite 0-4     | Éliminée         | Éliminée                   | Éliminée         | Éliminée         | Éliminée         | Éliminée |
| Ľubomír Pištej Barbora Balážová | Double mixte     | Non disputé       | Non disputé      | Non disputé         | Non disputé      | Ionescu / Szőcs Défait 1-4 | Éliminés         | Éliminés         | Éliminés         | Éliminés |

### Tir
| Athlète        | Compétition                   | Qualification | Qualification | Finale  | Finale  |
| Athlète        | Compétition                   | Points        | Rang          | Points  | Rang    |
| -------------- | ----------------------------- | ------------- | ------------- | ------- | ------- |
| Juraj Tužinský | Pistolet à air comprimé 10 m  | 570           | 27e           | Éliminé | Éliminé |
| Patrik Jány    | Carabine à air comprimé 10 m, | 630,5         | 4e            | 143,7   | 7e      |
| Patrik Jány    | Carabine à 50 m 3 positions   |               | e             | Éliminé | Éliminé |
| Erik Varga     | Trap,                         | 122           | 11e           | Éliminé | Éliminé |

| Athlète                  | Compétition | Qualification | Qualification | Finale  | Finale                         |
| Athlète                  | Compétition | Points        | Rang          | Points  | Rang                           |
| ------------------------ | ----------- | ------------- | ------------- | ------- | ------------------------------ |
| Zuzana Rehák-Štefečeková | Trap,       | 125 WR        | 1re           | 43 OR   | Médaille d'or, Jeux olympiques |
| Danka Barteková          | Skeet,      | 118           | 13e           | Éliminé |                                |

| Marián Kovačócy Jana Špotáková      | Trap, | 144 | 8e | Éliminés                         | Éliminés | Éliminés | Éliminés |
| Erik Varga Zuzana Rehák-Štefečeková | Trap, | 146 | 3e | Bernau / Burrows Défaite 42 (+2) | 4e       |          |          |

### Tir à l'arc
| Athlète          | Compétition        | Tour préliminaire | Tour préliminaire | 1er tour           | 2e tour          | 3e tour          | Quarts de finale | Demi-finale      | Finale / 3e place | Rang     |
| Athlète          | Compétition        | Score             | Rang              | Adversaire Score   | Adversaire Score | Adversaire Score | Adversaire Score | Adversaire Score | Adversaire Score  | Rang     |
| ---------------- | ------------------ | ----------------- | ----------------- | ------------------ | ---------------- | ---------------- | ---------------- | ---------------- | ----------------- | -------- |
| Denisa Baránková | Individuel femmes, | 655               | 12e               | Pärnat Défaite 4-6 | Éliminée         | Éliminée         | Éliminée         | Éliminée         | Éliminée          | Éliminée |